# Bojan Klančar
Bojan Klančar, slovenski akademski grafik, kipar, slikar, oblikovalec, profesor, * 27. april 1954, Maribor.
V Ljubljani je končal srednjo šolo za oblikovanje in 1981 diplomiral na grafičnem oddelku Likovne akademije v Prištini, kjer je prejel priznanje kot najboljši študent. Od diplomiranja redno razstavlja svoja dela tako doma v Sloveniji, kot v tujini. V svojem delu se specializira v tehniko akvatinte. Ena njegovih grafik je tako predstavljena v knjigi, ki govori o grafičnih tehnikah, zgodovini in sedanjem položaju te umetniške zvrsti in je izšla leta 2012 na Japonskem.

## Razstave
Njegova dela so del stalnih zbirk Gutenbergovega muzeja v Mainzu, Collection Towna v Weisbadnu, Collection Museum of Pardubice, Galerije jugoslovanskega portreta v Tuzli ter Muzeja za grafične umetnosti v Mačidi.
Razstavljal je v Avstriji, Belgiji, Bosni, Češki, Franciji, Hrvaški, Italiji, Japonski, Kosovem, Litvi, Makedoniji, Nemčiji, Poljskem, Nizozemskem, Sloveniji, Srbiji in ZDA.

## Nagrade
- FONDATION TAYLOR - 1. nagrada. grafika - Francija, 1990

- KULTUROS SKURIUS -  nagrada - grafika - Vilnius, 1992

- EX LIBRIS SIMONUI DUKATIU 200 METU -nagrada - Litva,1993

- EXLIBRISI SLOVENSKIH KNJIŽNIC IN KNJIŽNIČARJEV - nagrada - Škofja Loka, 1997

- NOVOMEŠKI SPOMINEK - 1. nagrada - Novo mesto, 2008

- BOOKPLATES ON MOTIVES OF WASSAW UPRIZE - priznanje - Varšava, 1994